# Stazione meteorologica di Prizzi
La stazione meteorologica di Prizzi è la stazione meteorologica di riferimento per il Servizio Meteorologico dell'Aeronautica Militare e per l'Organizzazione Mondiale della Meteorologia, relativa alla località di Prizzi e alla corrispondente area montana della provincia di Palermo.

## Storia
La stazione meteorologica iniziò la sua attività il 1º marzo 1949, svolgendo funzioni di rilevazione e raccolta di dati meteorologici e di assistenza alla navigazione aerea. L'ubicazione scelta fu nel punto più alto del borgo, presso una palazzina demaniale che nel corso della seconda guerra mondiale venne utilizzata come punto di osservazione. La postazione meteorologica è stata chiamata vedetta dagli abitanti di Prizzi, fin dall'inizio della sua attività.
Fino al 2000, i responsabili dell'osservatorio meteorologico sono stati impiegati civili del Ministero della Difesa, che si specializzavano in meteorologia; il nuovo millennio ha visto il passaggio di consegne direttamente agli ufficiali dell'Aeronautica Militare
La stazione è rimasta inattiva dal 1º giugno 2018 al 30 settembre 2018.

## Caratteristiche
La stazione meteorologica si trova nell'Italia insulare, in Sicilia, in provincia di Palermo, nel comune di Prizzi, a 1.034 metri s.l.m..
Oltre ad essere un punto di riferimento per la navigazione area, la stazione effettua osservazioni orarie sullo stato del cielo (nuvolosità in chiaro) e su temperatura, precipitazioni, umidità relativa, pressione atmosferica con valore normalizzato al livello del mare, direzione e velocità del vento.

## Medie climatiche ufficiali

### Dati climatologici 1971-2000
In base alle medie climatiche del periodo 1971-2000, la temperatura media del mese più freddo, gennaio, è di +4,7 °C, mentre quella del mese più caldo, agosto, è di +22,0 °C; mediamente si contano 22 giorni di gelo all'anno e 16 giorni con temperatura massima uguale o superiore ai +30 °C. I valori estremi di temperatura registrati nel medesimo trentennio sono i -8,0 °C del gennaio 1979 e i +40,0 °C dell'agosto 1999.
Le precipitazioni medie annue si attestano a 596 mm, mediamente distribuite in 78 giorni di pioggia, con minimo in estate e picco massimo in autunno-autunno.
L'umidità relativa media annua fa registrare il valore di 68,5 % con minimo di 54 % a luglio e massimo di 80 % a dicembre; mediamente si contano 114 giorni di nebbia all'anno.
Di seguito è riportata la tabella con le medie climatiche e i valori massimi e minimi assoluti registrati nel trantennio 1971-2000 e pubblicati nell'Atlante Climatico d'Italia del Servizio Meteorologico dell'Aeronautica Militare relativo al medesimo trentennio.
| Prizzi (1971-2000)              | Mesi        | Mesi        | Mesi        | Mesi        | Mesi        | Mesi        | Mesi        | Mesi        | Mesi        | Mesi        | Mesi        | Mesi        | Stagioni | Stagioni | Stagioni | Stagioni | Anno  |
| Prizzi (1971-2000)              | Gen         | Feb         | Mar         | Apr         | Mag         | Giu         | Lug         | Ago         | Set         | Ott         | Nov         | Dic         | Inv      | Pri      | Est      | Aut      | Anno  |
| ------------------------------- | ----------- | ----------- | ----------- | ----------- | ----------- | ----------- | ----------- | ----------- | ----------- | ----------- | ----------- | ----------- | -------- | -------- | -------- | -------- | ----- |
| T. max. media (°C)              | 7,1         | 7,6         | 9,7         | 12,6        | 18,6        | 23,8        | 27,1        | 27,0        | 22,5        | 17,3        | 11,8        | 8,3         | 7,7      | 13,6     | 26,0     | 17,2     | 16,1  |
| T. min. media (°C)              | 2,2         | 2,1         | 3,0         | 5,2         | 10,0        | 13,8        | 16,6        | 16,9        | 13,8        | 10,4        | 6,2         | 3,6         | 2,6      | 6,1      | 15,8     | 10,1     | 8,7   |
| T. max. assoluta (°C)           | 17,6 (1991) | 20,6 (1979) | 22,2 (1996) | 27,4 (1971) | 29,6 (1973) | 34,6 (1997) | 38,8 (1988) | 40,0 (1999) | 33,2 (1982) | 29,2 (1981) | 22,6 (1999) | 18,6 (1989) | 20,6     | 29,6     | 40,0     | 33,2     | 40,0  |
| T. min. assoluta (°C)           | −8,0 (1979) | −6,2 (1989) | −6,4 (1971) | −2,6 (1973) | 1,0 (1987)  | 6,0 (1980)  | 8,8 (1978)  | 9,8 (1975)  | 5,4 (1983)  | 0,4 (1974)  | −3,2 (1978) | −5,0 (1986) | −8,0     | −6,4     | 6,0      | −3,2     | −8,0  |
| Giorni di calura (Tmax ≥ 30 °C) | 0           | 0           | 0           | 0           | 0           | 2           | 7           | 7           | 0           | 0           | 0           | 0           | 0        | 0        | 16       | 0        | 16    |
| Giorni di gelo (Tmin ≤ 0 °C)    | 5           | 7           | 5           | 1           | 0           | 0           | 0           | 0           | 0           | 0           | 1           | 3           | 15       | 6        | 0        | 1        | 22    |
| Precipitazioni (mm)             | 66,8        | 62,0        | 50,7        | 55,2        | 30,5        | 10,2        | 8,2         | 16,8        | 49,7        | 79,6        | 83,5        | 83,1        | 211,9    | 136,4    | 35,2     | 212,8    | 596,3 |
| Giorni di pioggia               | 10          | 9           | 8           | 8           | 4           | 2           | 1           | 2           | 5           | 8           | 10          | 11          | 30       | 20       | 5        | 23       | 78    |
| Giorni di nebbia                | 17          | 14          | 14          | 11          | 6           | 3           | 2           | 2           | 5           | 10          | 13          | 17          | 48       | 31       | 7        | 28       | 114   |
| Umidità relativa media (%)      | 79          | 76          | 72          | 68          | 63          | 57          | 54          | 57          | 66          | 72          | 78          | 80          | 78,3     | 67,7     | 56       | 72       | 68,5  |

### Dati climatologici 1961-1990
In base alla media trentennale di riferimento (1961-1990) per l'Organizzazione Mondiale della Meteorologia, la temperatura media del mese più freddo, gennaio, si attesta a +4,5 °C; quella del mese più caldo, luglio, è di +21,8 °C; mediamente, si registrano 25 giorni di gelo all'anno. Nel medesimo trentennio, la temperatura minima assoluta ha toccato i -8,0 °C nel gennaio 1979 (media delle minime assolute annue di -4,8 °C), mentre la massima assoluta ha fatto registrare i +38,8 °C nel luglio 1988 (media delle massime assolute annue di +34,1 °C).
La nuvolosità media annua si attesta a 3,9 okta, con minimo di 1,5 okta a luglio e massimo di 5,5 okta a gennaio.
Le precipitazioni medie annue si aggirano sui 550 mm, distribuite mediamente in 78 giorni, con un marcato minimo in primavera ed estate e un moderato picco in autunno-inverno.
L'umidità relativa media annua fa registrare il valore di 68,3 % con minimo di 51 % a luglio e massimi di 80 % a novembre e a dicembre.
| Prizzi (1961-1990)           | Mesi        | Mesi        | Mesi        | Mesi        | Mesi        | Mesi        | Mesi        | Mesi        | Mesi        | Mesi        | Mesi        | Mesi        | Stagioni | Stagioni | Stagioni | Stagioni | Anno  |
| Prizzi (1961-1990)           | Gen         | Feb         | Mar         | Apr         | Mag         | Giu         | Lug         | Ago         | Set         | Ott         | Nov         | Dic         | Inv      | Pri      | Est      | Aut      | Anno  |
| ---------------------------- | ----------- | ----------- | ----------- | ----------- | ----------- | ----------- | ----------- | ----------- | ----------- | ----------- | ----------- | ----------- | -------- | -------- | -------- | -------- | ----- |
| T. max. media (°C)           | 7,0         | 7,5         | 9,6         | 12,9        | 18,4        | 23,4        | 26,9        | 26,6        | 22,6        | 17,1        | 11,9        | 8,2         | 7,6      | 13,6     | 25,6     | 17,2     | 16,0  |
| T. min. media (°C)           | 1,9         | 1,9         | 3,0         | 5,5         | 9,8         | 13,6        | 16,6        | 16,5        | 13,9        | 10,2        | 6,3         | 3,4         | 2,4      | 6,1      | 15,6     | 10,1     | 8,6   |
| T. max. assoluta (°C)        | 20,6 (1962) | 20,6 (1979) | 21,4 (1981) | 27,4 (1971) | 29,6 (1973) | 34,5 (1982) | 38,8 (1988) | 37,4 (1987) | 33,2 (1982) | 29,2 (1981) | 22,0 (1961) | 18,6 (1989) | 20,6     | 29,6     | 38,8     | 33,2     | 38,8  |
| T. min. assoluta (°C)        | −8,0 (1979) | −6,2 (1989) | −6,4 (1971) | −2,6 (1973) | 0,4 (1970)  | 5,8 (1969)  | 8,4 (1969)  | 9,8 (1975)  | 5,4 (1983)  | 0,4 (1974)  | −3,2 (1978) | −5,0 (1986) | −8,0     | −6,4     | 5,8      | −3,2     | −8,0  |
| Giorni di gelo (Tmin ≤ 0 °C) | 6           | 8           | 5           | 1           | 0           | 0           | 0           | 0           | 0           | 0           | 1           | 4           | 18       | 6        | 0        | 1        | 25    |
| Nuvolosità (okta al giorno)  | 5,5         | 5,4         | 5,0         | 4,6         | 3,6         | 2,6         | 1,5         | 1,9         | 3,0         | 4,1         | 4,5         | 5,2         | 5,4      | 4,4      | 2,0      | 3,9      | 3,9   |
| Precipitazioni (mm)          | 71,2        | 55,1        | 51,4        | 46,0        | 26,2        | 10,1        | 11,1        | 16,9        | 36,0        | 71,1        | 68,6        | 80,7        | 207,0    | 123,6    | 38,1     | 175,7    | 544,4 |
| Giorni di pioggia            | 11          | 10          | 8           | 7           | 4           | 2           | 1           | 2           | 5           | 8           | 9           | 11          | 32       | 19       | 5        | 22       | 78    |
| Umidità relativa media (%)   | 79          | 77          | 73          | 66          | 62          | 58          | 51          | 57          | 64          | 73          | 80          | 80          | 78,7     | 67       | 55,3     | 72,3     | 68,3  |

## Valori estremi

### Temperature estreme mensili dal 1951 ad oggi
Nella tabella sottostante sono riportate le temperature massime e minime assolute mensili, stagionali ed annuali dal 1951 ad oggi, con il relativo anno in cui si queste si sono registrate. La massima assoluta del periodo esaminato di +40,0 °C risale all'agosto 1999, mentre la minima assoluta di -8,0 °C è del gennaio 1979.
| Prizzi (1951-2023)    | Mesi        | Mesi        | Mesi        | Mesi        | Mesi        | Mesi        | Mesi        | Mesi        | Mesi        | Mesi        | Mesi        | Mesi        | Stagioni | Stagioni | Stagioni | Stagioni | Anno |
| Prizzi (1951-2023)    | Gen         | Feb         | Mar         | Apr         | Mag         | Giu         | Lug         | Ago         | Set         | Ott         | Nov         | Dic         | Inv      | Pri      | Est      | Aut      | Anno |
| --------------------- | ----------- | ----------- | ----------- | ----------- | ----------- | ----------- | ----------- | ----------- | ----------- | ----------- | ----------- | ----------- | -------- | -------- | -------- | -------- | ---- |
| T. max. assoluta (°C) | 20,6 (1962) | 20,6 (1979) | 26,2 (2001) | 27,4 (1971) | 31,6 (2006) | 37,0 (2006) | 38,8 (1988) | 40,0 (1999) | 33,4 (2023) | 31,4 (2003) | 25,4 (1960) | 21,0 (2022) | 21,0     | 31,6     | 40,0     | 33,4     | 40,0 |
| T. min. assoluta (°C) | −8,0 (1979) | −7,2 (1956) | −6,4 (1971) | −2,6 (1973) | 0,4 (1970)  | 5,2 (2006)  | 8,4 (1969)  | 9,0 (1954)  | 5,4 (1983)  | 0,4 (1974)  | −3,2 (1978) | −6,8 (2014) | −8,0     | −6,4     | 5,2      | −3,2     | −8,0 |